# Prato Sport Club 1923-1924
Questa voce raccoglie le informazioni riguardanti il Prato Sport Club nelle competizioni ufficiali della stagione 1923-1924.

## Rosa
| N. |                   | Ruolo | Calciatore     |
| -- | ----------------- | ----- | -------------- |
|    | Italia (bandiera) | C     | Antonio Bacci  |
|    | Italia (bandiera) | A     | Bellandi       |
|    | Italia (bandiera) | D     | Enrico Bertini |
|    | Italia (bandiera) | C     | Brogi (II)     |
|    | Italia (bandiera) | D     | Dino Canestri  |
|    | Italia (bandiera) | A     | Ettore Chenet  |
|    | Italia (bandiera) | D     | Mazzino Chiti  |

| N. |                   | Ruolo | Calciatore           |
| -- | ----------------- | ----- | -------------------- |
|    | Italia (bandiera) | D     | Nello Corti          |
|    | Italia (bandiera) | D     | Galli                |
|    | Italia (bandiera) | P     | Wisman Gori          |
|    | Italia (bandiera) | C     | Osvaldo Mazzei       |
|    | Italia (bandiera) | A     | Giovanni Mazzoni     |
|    | Italia (bandiera) | A     | Corinto Miliotti (I) |